# Rob Terry
Robert Terry (Swansea) is een Welsh professioneel worstelaar die werkzaam is bij Total Nonstop Action Wrestling (TNA) als Rob Terry.

## Carrière

### Florida Championship Wrestling (2007-2008)
Terry tekende zijn WWE contract in 2007 en werd toegewezen aan Florida Championship Wrestling. Op 10 november 2007 maakte Terry zijn debuut als lijfwacht  van Nick Nemeth (beter bekend als Dolph Ziggler onder de ringnaam "Big Rob". Op 1 december 2007 maakte Terry zijn Worstel debuut. In augustus 2008 werd zijn contract niet verlengd.

### Total Nonstop Action Wrestling
Op 30 april 2009 maakte Terry zijn debuut op Total Nonstop Action Wrestling door op TNA Impact! te verschijnen als derde lid van een nieuwe groep met de naam "The British Invasion". de andere twee leden waren Doug Williams en Brutus Magnus. De eerste aanval van de groep was gemunt op Hernandez. Terry had een kleine rol en hielp vaak zijn team genoten als die in de problemen kwamen. In Juli 2009 Vormde de "The British Invasion" een grotere groep samen met Eric Young, Sheik Abdul Bashir, Kiyoshi en Homicide, de groep kreeg de naam "World Elite". Deze groep werkte samen met de groep "The Main Event Mafia. Terry werkt nog steeds als worstelaar voor TNA.

## In worstelen
- Finishers
  - Chokeslam
  - Full nelson slam
  - Running powerslam
- Signature moves
  - Fallaway slam
  - Full nelson
  - Standing thrust spinebuster
- Managers
  - Nick Nemeth
- Worstelaars managed
  - Nick Nemeth
  - Doug Williams
  - Brutus Magnus

## Erelijst
- Total Nonstop Action Wrestling
  - TNA Global Championship (1 keer)